# 南北共同聯絡事務所炸毀事件
南北共同聯絡事務所炸毀事件（韩语：／、朝鲜语：／）是指2020年6月16日，位於朝鮮民主主義人民共和國開城工業地區的南北共同聯絡事務所遭到炸毀的事件。韓朝雙方以因應2019冠状病毒病疫情發展為由，決定於1月30日關閉事務所，韓國方面的工作人員亦在當日返回。然而，於南北共同聯絡事務所關閉期間，朝鮮不滿脫北者團體沿朝韩非军事区散播傳單，以韓國違反《板門店宣言》為由，派遣朝鮮人民軍於6月16日炸毀事務所建築，此舉被指造成韓朝雙方關係惡化，朝鲜半岛局勢緊張。

## 事件背景
2018年4月南北韓首腦會談簽訂《板門店宣言》後，雙方議定設立「常設聯絡辦事處」。然而，原定在2018年8月開設的事務所由於美國國務卿麥克·蓬佩奧訪問朝鮮，延後至9月14日正式開設。隨著2019年2月朝美首腦會談談判破裂後，事務所便面臨長期地停擺，但不影響雙方聯絡官每日兩次的交流。
2020年，韓朝雙方以因應2019冠状病毒病疫情發展為由，決定於1月30日關閉事務所，韓國方面的工作人員亦在當日返回。韓方在事務所關閉期間，仍與朝鮮當局進行每日兩次的通話，韓國統一部表示事務所相關人員在關閉後，轉移到首爾繼續運作。

### 朝鮮政府不滿韓國政府的行為
2020年6月4日，朝鮮勞動黨中央政治局候補委員、中央組織指導部第一副部長金與正發表談話指，朝方不滿脫北者團體於5月31日沿著朝韓非軍事區以大型氣球朝北韓發送50萬份傳單、50本手冊、2,000張1美元紙鈔以及1,000張記憶卡，要求韓方立即改善。隨後，朝鮮勞動黨統一戰線部發言人於翌日單方面宣布關閉南北共同聯絡事務所。朝鮮勞動黨中央委員會副委員長金英哲在中央政府會議指出，散播傳單是違反韓朝間和平協議的敵對行為，因此在6月9日全面切斷與韓國當局所有通訊管道。
朝鮮外務省美國事務局長權正根於6月12日對韓方有關為朝美對話和無核化付出努力的言論進行譴責，朝鮮勞動黨統一戰線部長金英哲亦發表談話指出，對於韓國政府的無作為感到不信任。隨後，金與正於6月13日發表談話再度抨擊韓國無視雙方關係、縱容脫北者，並稱與韓國政府已到「訣別的時刻」，授權朝鲜人民军決定接續的對敵行動，金與正在當日的談話中亦指出「在不久的將來，毫無用處的南北共同聯絡事務所將消失無影」。

### 韓國政府回應朝鮮政府的措施
韓國政府獲悉朝方的不滿後，统一部發言人呂尚基在6月4日的例行記者會上表示，散佈反朝傳單的行為威脅邊境地區居民的人身和財產安全，政府正在就此研究有效方案，並呼籲民眾勿在邊境散佈反朝傳單。同日，南韓國防部發言人崔賢洙在例行記者會對於朝方單方面揚言解除2018年9月19日韓朝雙方共同簽署的《平壤共同宣言》一事立場表示，韓國政府對於履行協議的立場並沒有任何的改變。
韓國統一部在6月8日上午例行記者會表示，依照南北共同聯絡事務所例行事務安排，韓朝雙方每日上午及下午各通話一次，但在當日上午朝方未接電話，此為事務所在2018年設立後，朝方第一次未接電話。翌日，韓國統一部例行記者會表示8日下午朝方有接電話，但未提及為何上午未接韓方的去電，並表示雙方應維持聯繫渠道。朝鮮政府隨後在6月9日全面切斷與韓國當局所有通訊管道，南韓外交部在當日下午召開記者會稱，將與美國密切關注南北韓關係的變化。青瓦台針對當日朝鮮單方面斷訊僅表示韓朝交流管道「應根據雙方協議繼續維護使用」，引起韓國在野黨未來統合黨批評文在寅政府對朝鮮態度採取低姿態，反而讓朝鮮得寸進尺。
隨著事件的升溫，韓國外交部在6月10日依《韓朝交流合作法》為由舉報兩家違反對朝散發傳單規定的脫北者團體，並決定取消其登記牌照。對此，青瓦臺在翌日召開國家安全保障會議常任委員會會議表示，政府將嚴格整治、嚴肅法辦向朝鮮散佈傳單等物品的行為。6月14日，韓國政府針對金與正的談話表示擔憂，韓國國防部在同日上午亦緊急召開會議檢查軍方的戒備情況，並討論如何應對朝鮮。

## 事件過程
韓國聯合通訊社引述消息人士指出，韓國政府在金與正6月13日發表談話後，觀測到南北共同聯絡事務所出現疑似裝載炸藥的車輛往來，韓國軍方在翌日則觀察到事務所一樓和二樓出現火苗。
6月16日上午，朝鮮人民軍總參謀部發布公報指出，針對持續惡化的韓朝關係已做好萬全準備，並表示已從軍事上堅定保證黨和政府採取的任何對外措施。對此，韓國國防部發言人崔賢洙在例行記者會強調，韓軍進入可隨時應對任何情況的戒備狀態，並表示韓方將與美方緊密合作，嚴密監視並追蹤朝軍動向。韓國政府隨後於當日下午觀測到開城工業園區有巨響及煙霧傳出，軍方隨即查核是否與南北共同聯絡事務所爆破有關，並表示正加大對朝方監視戒備力度，同時要求最前線指揮官各就各位指揮邊防部隊。韓國陸軍通過目視觀察確認開城工業地區內的南北共同聯絡事務所建築已被炸毀，朝鮮當局隨後證實朝鮮人民軍總參謀部下達命令予任務單位於平壤時間下午2時49分，炸毀南北共同聯絡事務所，並透過官方媒體朝鮮中央廣播電台表示此舉是迎合與回應朝鮮人民的民意。
朝鮮當局在事務所被摧毀後表示，將在邊境的開城工業地區和金剛山國際觀光特別區重新部署軍力，並重設崗哨、重啟軍事演習。針對朝鮮當局的發言，大韓民國聯合參謀本部作戰部長全東鎮則表示將24小時密切關注朝鮮當局的動向，並表示若以軍事行為挑釁，將強烈應對。大韓民國總統文在寅在獲悉事務所被摧毀後，隨即召開國家安全保障會議全體會議，此為文在寅上台後第九次召開。會後，韓國國安會秘書長金有根指出，朝方此舉徹底辜負了盼望韓朝關係發展和朝鮮半島永久和平的所有人的期待，並明確表示朝鮮應為由此產生的一切後果負責。有關朝鮮炸毀事務所的行為，韓國青瓦台國民溝通首席秘書尹道漢表示，韓國政府並未接獲任何計畫與通知。
緊鄰事務所的韓國外交人員宿舍亦受到爆炸的衝擊影響，導致宿舍外牆有坍塌情形，據韓國KBS電視台於6月17日在軍事分界線一帶的禁飛區高度約2000公尺處拍攝的照片中，亦發現事務所旁的開城工業地區綜合支援中心也被波及而嚴重受損。韓國政府消息人士於6月19日向《中央日報》表示，分析韓國陸軍與朝鮮官方媒體畫面後發現，朝鮮進行爆破所設置的TNT炸藥應達數百公斤。

## 事後影響

### 朝韓關係
6月15日，大韓民國總統文在寅針對逐漸升溫的衝突向朝方提議派遣韓國國家安保室長鄭義溶及韓國國家情報院院長徐薰作為特使拜會朝鮮勞動黨委員長金正恩，17日遭朝方拒絕。對於朝鮮單方面對外釋出韓國欲派特使的訊息，文在寅認為此行為雖然有點太超過，但他仍會持續摸索突破韓朝困局的方法以持續說服朝鮮與美國。在持續惡化的南北韓關係下，韓國統一部部長金鍊鐵在17日請辭，為南北韓關係惡化負責。青瓦台發言人姜珉碩在19日上午的記者會表示，文在寅同意其請辭，並稱文在寅在18日晚間有與金鍊鐵共進晚餐，聽取金鍊鐵的立場。
朝鮮政府在炸毀事務所後，朝鮮勞動黨統一戰線部長金英哲發表談話稱韓朝雙方在日後不會再有交流、合作甚至是交談，更指出「双方之间有过的一切事务当做一场春梦就行」，而朝鮮政府持續推進軍事措施，並透過官方媒體表示已備妥3千多個氣球和1200萬張傳單進行「報復性懲罰」，公布的傳單上除了印有文在寅飲用茶水的照片外，也寫著一串對其嘲諷的字樣，最後更被放上不少抽過的菸蒂。韓國軍方對此表示，將密切注意朝方如何行動以及採取的方式，再回以任何可能的軍事回應，韓國軍方亦發現朝鮮政府在非軍事區重新安裝用於「心戰喊話」的擴音器，顯示雙方先前改善關係的努力，已回到原點。
朝鮮勞動黨委員長金正恩於6月23日主持中央軍事委員會第5次會議預備會議，決定暫緩執行軍事行動計畫，部分官方媒體亦刪除對韓國當局的批判報導，韓國媒體《中央日報》指出在仁川廣域市江華郡和平眺望台觀察到朝鮮拆除重新裝設的擴音器，韓國國會議員金暎豪則透過媒體表示，韓國統一部副部長徐虎出席國會外交統一委員會的非公開座談會時，證實朝方已全部拆除在邊境地區的擴音器。而在暫緩批判報導後，朝鮮官方媒體截至7月5日皆未有發表直接批評韓國政府的報導，朝鮮外宣媒體在6月26日只恢復撰寫針對韓國軍方和政黨加以批評的文章。
6月25日，韓戰70周年之際，韓國總統文在寅發表演說，指將不惜一切代價地維護國民的生命和安全，並稱首爾擁有全方位的強大國防力量，決不容許任何挑釁，為文在寅執政後首次對平壤當局發出警訊。朝鮮外務省裁軍及和平研究所在當日發表研究報告，稱美國撤回對朝鮮敵視的政策才是維護朝鮮半島和平必不可少的先決條件，並指美國掀起韓戰引起朝鮮半島民族分裂的痛苦，所以朝鮮才堅決走上擁核自保的道路。韓國國防部長鄭景斗及美國國防部長馬克·埃斯柏則在當日發表聯合聲明，呼籲朝鮮當局自我克制，並決定藉由韓美日三邊及多邊安保合作，維護東北亞地區的和平與安全。
韓國律師李炅在於7月8日遞狀控告金與正以及朝鮮人民軍總參謀長朴正天毀損韓國公共財產，首爾中央地方檢察廳在7月16日表示檢方已受理此案並展開調查。李炅在針對此事表示，韓國政府雖然無法實際懲罰金與正和朴正天，但希望藉此讓朝鮮民眾知道他們領導人的偽善。
2021年7月27日，韓國青瓦台國民溝通首席秘書朴洙賢表示，朝方與韓方的通訊管道獲得修復，並表示此為雙方領導人自2021年4月多次以書信往來討論修復韓朝關係，先就重啟通訊聯絡管道事宜達成協議。朝鮮中央通訊社亦在同日發表公報，指出全民族盼望處於挫折和停滯狀態的朝鮮半島南北關係早日恢復，就為復原被切斷的通訊渠道，恢復相互信賴、謀求和解邁出一大步達成了協議。在韓朝雙方通訊管道中斷後，朝方一直未回應韓方每天透過國際商船共同通訊網向朝方發送的訊息，而在通訊聯絡管道恢復7天後，朝方就國際商船共同通訊網的呼叫給予回應，此次回應亦使得韓朝雙方軍事溝通渠道全面恢復。朝鮮勞動黨中央委員會副部長金與正則在8月1日發表談話，指重啟聯絡管道只不過是物理上的連結，不容添加其他含意，並指出「為時過早的臆測和毫無根據的解釋只能帶來失望」。
朝鮮勞動黨中央委員會副部長金與正在8月10日獲授權發表談話表示，朝方就美國與韓方不顧內外一致的譴責和反對，執意開始進一步加劇局勢不穩定的聯合軍演，並強烈抨擊指「對南朝鮮當局者的背信棄義行為表示強烈的遺憾」。隨後在當日下午5時，朝方並未接聽韓方通過聯絡辦公室渠道及東西海軍事通信線路撥打的例行電話，僅隔14天再度中斷自7月27日恢復的通訊管道。朝鮮勞動黨統一戰線部部長金英哲在翌日透過朝鮮中央通訊社發表談話，表示韓方放棄改善朝韓關係的機會，以敵對行為回報朝方的善意，並指出中央委員會副部長金與正在1日受黨中央委員會委託發表談話是朝方給予韓方選擇的機會。對此，韓國統一部當天在綜合有關部門的立場後發表立場稱，加劇朝鮮半島緊張局勢對任何一方都沒有好處，並敦促朝方儘早重啟對話，韓方不會預斷今後朝鮮應對的方向，但將繼續密切關注相關動向。
朝鮮勞動黨委員長金正恩在9月29日在朝鮮第14屆最高人民會議第5次會議發表《关于争取社会主义建设新发展的当前斗争方向》施政演說，指出預計在同年10月初恢復雙方通渠管道，韓國統一部則在同日表示期待雙方通訊渠道的恢復穩定運營，並將提前做好相應準備，青瓦台則就金正恩的演說採謹慎態度，並指具體內容可以參考統一部發表的立場。隨後於10月4日，朝鮮中央通訊社發布公報指當日9時重啟所有通訊專線，並指韓方相關部門應深刻認識重啟的意義，韓國統一部亦於同日證實南北共同聯絡事務所及韓國軍方都恢復正常的雙邊通話，而青瓦台並未就雙方恢復通訊有正式表態，僅對外回應統一部和國防部已發表立場。

### 日本及美國態度
6月16日，日本內閣總理大臣安倍晉三在獲悉南北共同聯絡事務所遭到炸毀後，表示“將與韓國和美國密切合作並分析情報加以應對”，內閣官房長官菅義偉在6月17日的記者會上表示，日本政府對於朝鮮的行動非常關注，並稱「為了對所有事態都做好萬全準備，正在維持必要的警戒態勢」。
美國國務院發表聲明指出，朝鮮當局應避免產生反效果的進一步行動，並表示由于朝鮮的行動及政策持續對美國國家安全、外交政策及經濟構成「不尋常及非凡的威脅」，決定延長對朝鮮的制裁一年，此次延長為美國總統唐納·川普上台以後的第四次。美國國防部表示，將與韓方積極討論聯合軍演的可行性。
韓軍消息人士在6月17日指出，美國海軍EP-3E電子偵察機與駐韓美軍RC-12X偵察機當天在韓國首都圈上空執飛，實施對朝鮮監視偵察任務。有軍用飛機追蹤網站稱美國空軍RC-135W偵察機於18日上午在韓國首都圈上空執飛。該軍用飛機追蹤網站亦於6月22日指出，觀測到兩架B-52同溫層堡壘轟炸機自阿拉斯加阿伊森基地經過日本飛往菲律賓海，該行為被視為美方警告朝方的措施。23日，美國空軍公布駐日美軍與日本航空自衛隊在青森縣三澤飛行場共同舉行大象漫步起飛演練的照片，亦被視為嚇阻朝鮮當局的行動。

### 其他反應
南北共同聯絡事務所被炸毀後，俄羅斯克里姆林宮發言人德米特里·謝爾蓋耶維奇·佩斯科夫發表聲明表示對朝鮮半島的情況感到擔憂，呼籲韓朝雙方應保持冷靜，但現階段俄羅斯政府沒有任何幫助緩解朝鮮半島緊張關係的計畫。歐洲聯盟對此事發布聲明指出，歐洲聯盟對朝鮮近期作為深表遺憾，並表示平壤當局應避免採取進一步挑釁和破壞性行動。歐盟高峰會主席夏爾·米歇爾及歐盟執委會主席烏爾蘇拉·馮德萊恩於6月30日與大韓民國總統文在寅進行視訊會談，會後共同發佈的新聞公報指出，歐洲聯盟重申支援韓國政府為實現半島和平與繁榮所付出的努力並認為各方有必要重新點燃對話的動力。
中華人民共和國外交部發言人趙立堅在例行記者會針對媒體詢答此事時，表示「朝鮮和韓國是同一民族，中國作為近鄰，一貫希望朝鮮半島保持和平與穩定」，中華人民共和國駐韓國大使邢海明出席首爾大學座談會時則表示，韓朝人民血濃於水，希望雙方繼續通過對話改善關係，維護和平穩定。中華民國總統蔡英文表示，中華民國政府密切關注中印邊境衝突與朝鮮半島緊張局勢發展，並表示作為國際社會一員，會盡全力維護印太地區的和平、穩定，中華民國總統府亦發表聲明指出，國安團隊密切關注情勢的最新發展，也持續與各相關國家保持聯繫，完整掌握各項情勢，縝密評估各種可能發展以及因應策略。

## 相關爭議

### 空飄傳單內容爭議
訊息指出，有脫北者團體向朝鲜抛撒金正恩夫人李雪主的惡意合成AV裸照傳單，變成一套AV電影的封面照，還寫上片名「雪主的愛」，至於電影男主角則合成了韓國前總統盧武鉉的臉容。韓國網友亦不認同該傳單內容，認為做法瘋狂又惡劣，並批評被點名的脫北者團體「自由朝鮮運動聯盟」。被點名的「自由朝鮮運動聯盟」表示，該傳單非其所製作，並指出該傳單在2013年即已出現。據韓國媒體《世界日報》查證，證實該惡意傳單是在2013年10月朴槿惠執政時期時，由平壤市民會、BLUEUNION等極端保守派團體所施放的。

### 侵害言論自由疑慮
針對文在寅政府在6月中旬打擊脫北者團體空飄傳單活動，人權觀察批評韓國統一部的決定，並表示文在寅應該公開要求朝鮮尊重言論自由，並停止審查朝鮮的人民應該看到什麼。7月17日，韓國統一部正式取消脫北者團體「自由北韓運動聯盟」和「大泉」的設立許可，韓國統一部對此表示，相關團體除了設立宗旨不符外，亦危及韓朝邊境地區居民的安全，加劇半島局勢緊張，有損國家利益。此舉引起美國朝野認為，南韓的舉措根本就是屈服於北韓提出的要求，拋棄做為民主國家表率的尊嚴。

## 後續行為

### 韓國政府訂定新法引起抨擊
韓國執政黨共同民主黨在2020年12月3日送交「對北韓宣傳禁止法」草案至韓國國會審查，該法案內容涵蓋禁止在邊境地區對朝鮮方面透過傳單、擴音器等宣傳喊話。然而，此法案受共同民主黨強力支持並壓制反對派的意見，引起韓國在野黨的不滿。美國共和黨眾議員克里斯·史密斯對於韓國國會推行此法案表示憂心，針對侵害言論自由疑慮，韓國外交部長康京和接受美國有線電視新聞網訪談時稱，言論自由對於人權來說是至關重要的，但不代表是毋庸置疑的，而是需要受到限制的。
法案在12月14日通過後，脫北者團體自由北韓運動聯盟表示，將針對此法案提出違憲訴訟。美國人權基金會指出，在12月9日法案辯論會前便已致函韓國國會、韓國外交部、韓國統一部、執政的共同民主黨及最大在野黨國民力量，並表示此法案侵害言論自由，是一項違憲法案。人權觀察則稱此法案為搏得金正恩好感而被誤導的一種戰略。韓國統一部則在法案通過後表示，言論自由雖是韓國憲法所規定，但邊境人民的生命安全更重要，並指出此次新法只是最低限度限制部分形式的言論自由。
2021年3月底，修訂後的「對北韓宣傳禁止法」正式實施，該法禁止在軍事分界線一帶向北投送反朝傳單以及進行擴音器喊話等行為，違犯者最高可判囚3年並罰款三千萬韓圓，美國國會跨黨派機構蘭托斯人權委員會則在4月15日召開聽證會，極為罕見探討該法案與韓國人權的主題，韓國統一部對此表示，該聽證會並不影響到韓美同盟關係，且指出韓國政府將繼續向美國國會、國務院和人權團體等相關方介紹該法律的宗旨，力爭韓國政府的立場能在此次聽證會上得到充分反映。
就此次韓國政府的修法，聯合國人權事務高級專員辦事處亦因此致函給韓國政府，表達担心该法对韩国国内享有言论自由的权利以及部分民间团体和人权拥护者的合法活动造成负面影响，並要求韩国政府提供修订案是否遵守国际人权法的信息以及说明修订案所规定的非法活动的范畴，联合国北韩人权问题特别报告员托马斯·奥赫亚·金塔纳表示于去年12月便曾建议韩国在施行该法之前，应依据有关民主机构的适当程序重新考虑修订案内容。為表抗議，脫北者團體「自由北韓運動聯盟」於4月25至29日再次在沿軍事分界線的京畿道坡州市至江原道施放50萬張空飄傳單。
最終此法案於2023年9月26日由韓國憲法法院宣告違憲。

### 南韓要求北韓賠償
2023年6月14日，南韓统一部向首尔中央地方法院起诉朝鲜，要求赔偿其因相關事件给韩方造成的447亿韩元损失。